# Soquelec
 (avril 2016).
 (avril 2016).
Soquelec Limited est une entreprise québécoise de ventes et de services d'équipements scientifiques pour des applications dans les matériaux et les sciences de la vie.

## Description
Soquelec est le distributeur canadien de différents fabricants de technologies et d'accessoires, tels que la microscopie électronique, microscopie à force atomique, scanneurs X-Ray ainsi que la préparation d'échantillons. Soquelec est également un fournisseur de consommables de laboratoire. La société sœur, Soquelec Télécommunications, est spécialisée dans la distribution de composants de télécommunication RF, micro-ondes et à ondes millimétriques.

## Histoire
Soquelec a été fondée en 1974 par Jean-Pierre Slakmon et Yvette Slakmon. Présente depuis cette année sur le marché canadien, Soquelec a été impliquée dans l'installation de plus de 200 systèmes optiques électroniques dans les universités, les hôpitaux et les entreprises privées. En 2015, le fondateur décède et passait la direction de l'entreprise à Marc, fils de Jean-Pierre. Depuis plus de 35 ans, Soquelec était le distributeur exclusif de JEOL (Japan Electron Optics Laboratory) au Canada.

## Représentation
En Avril 2016, Soquelec est le distributeur canadien des fabricants suivants:
- Annealsys (RTP and CVD)
- Bruker (seulement les produits X-Ray)
- Delong (tabletop MET)
- Gatan (caméras CCD, EELS/EFTEM, porte-échantillons MET, équipement de préparation de l'échantillon)
- Haskris (refroidisseurs d'eau)
- IDES (MET résolue dans le temps)
- Nanosensors (AFM tips)
- NanoWorld (AFM tips)
- NT-MDT (systèmes AFM/SPM)
- Quorum[1] (équipement cryo et de préparation de l'échantillon pour la microscope électronique)
- RMC Boekeler (Ultramicrotomes et équipement de préparation de l'échantillon pour la microscope électronique)
- TESCAN[2] (Microscopes électroniques)